# A Groupama Aréna építése
Groupama Aréna építése rohamléptekben valósult meg. 13,5 milliárdos összegből épült meg a nemzetközi csapatok fogadására kiválóan alkalmas Üllői úti korszerű új Ferencváros stadion. Az alapkő letételére 2013. március végén került sor. Kubatov Gábor volt az FTC elnöke, amikor a stadiont felhúzták.
A francia La Guarde Solutions cég tízéves szerződésben állapodott meg a Ferencvárosi Torna Clubbal (FTC). Szekeres Tamás egykori ferencvárosi játékos beszélt a külföldi cégről, amely működteti jelenleg a ferencvárosi Klubot. Szekeres a Luss Kft. ügyvezetője, szerinte nincsenek modern stadionok Magyarországon.
A koncepciók hiányoznak a magyarországi stadionok fejlesztéséhez. A La Guarde francia cég irányítja a frankfurti céget is, ugyanők a felelősek a Monaco, Juventus FC, Paris Saint-Germain FC csapatoknak is ők üzemeltetik az épületüket, nyolc Bundes Liga stadionról van szó.
Az FTC minden profitból részesedik. Szekeres Tamás az új stadion építése előtt beszélt az üres téren a leendő zöld térről, a nézők padjairól. A Szekeres riporton az érződik, hogy a műsorszáma nem átgondolt. 
Esett szó beléptető kártyáról, új lámpákról, meg sok minden más egyébről, a lényeg, hogy "a régi stadion is velünk van" - mondta Szekeres. Az Ultra szektor a B közép ez a felvezető lépcsőtől jobbra található 5800 férőhelyes álló szektor. A Vendég szektor a szemben lévő csücsöknél található: az állóhelyek száma 2200 fő.
A Groupama Arénában rengeteg kamerát szereltek fel, annyit, hogy minden szektorban be lehet azonosítani a szurkolókat. Van olyan hely, ahova, a szurkolók biztonsága érdekében,  egymás mellé négy kamerát helyeztek.
Az 1899-ben alapított Ferencvárosi Torna Club ülőhelyei fölötti fém szerkezet magasan a lelátó fölé nyúlik be, nagyon korszerű nagyon új, mert 2014 augusztusában nyitotta meg kapuit. A B közép lelátónál a szurkolók, drukkerek véleményével, hozzászólásával közös nevezőjén alakították ki a szektorokat. A megvalósult stadion előtt, egy öt csillagos étteremről is szó volt, 2400 eurós árról volt szó egy főre szóló ebédnél egy szezonnál. Tizenöt mérkőzést jelent ez és három kupa mérkőzést foglal magába. Vannak Skyboxok is az éttermi rész fölött. A büfénél feltölthető kártyáról vásárolhatnak a drukkerek, négy kassza gyorsítja meg a folyamatot. Az alsó kerengőben tíz büfé lett kialakítva.
A VIP részen, még van két büfé részleg, a vendég szektornak is van egy büféje, a hazai Ultra részlegnek pedig három. A VIP részleg, az épület túlsó oldalán van, egy étterem van azon a részen is, Fradi Bisztróra lett elkeresztelve. Tizenöt nagy képernyős tévén láthatnak közvetítéseket a szurkolók. Hetven, nyolcvan férőhelyes a Bisztró. Terveztek még ajándék boltot és múzeumot is. A VIP résznél van egy ellenőrző pont, ahol figyelik, hogy a kiemelt vendégek közül kik érkeztek meg. Tervben volt egy üvegfal is, hogy a labdarúgókat is lehessen látni, mielőtt kimennek a meccsre. Az öltözők a tervek szerint visszafogottak lesznek majd. Magyarország legjobb gyep szőnyegéről van szó. Hét méteres a táv a pálya és a lelátó nézőtér között. Fibersent nevű angol rendszer szerint lett installálva a pálya.
Műanyag szálú anyagot kevernek a speciális homokhoz. A vetett fű, a műanyag szálakhoz tapadva biztosabban rögzít, így stabil. 
dán cég fejlesztette, Közép-Európai felhasználásra. "City Stadion" jellemzője, hogy szennyezett levegő, ez árt a fűnek, viszont sokkal olcsóbb a fű cseréje, mert 20-25 000 euró a talaj cseréje, a gyeptéglákhoz képest harmad áron lehet új füvet fektetni.
Az FTC és a francia üzemeltető cég közösen fizet az újra füvesítésekről.  
Az ilyen új stadionokból nem igen épült és nem is kell feltétlenül, hogy sok korszerű labdarúgó stadion kellene, hogy épüljön.

## Külső hivatkozások
- Ferencvárosi Torna Club